# HKSI Pro Cycling Team/Saison 2015
Dieser Artikel listet Erfolge und Fahrer des Radsportteams HKSI Pro Cycling Team in der Saison 2015 auf.

## Erfolge in der UCI Asia Tour
| Datum  | Rennen                            | Kat. | Fahrer          |
| ------ | --------------------------------- | ---- | --------------- |
| 6. Mai | 1. Etappe Tour de Banyuwangi Ijen | 2.2  | King Lok Cheung |
| 9. Mai | 4. Etappe Tour de Banyuwangi Ijen | 2.2  | Leung Chun-wing |

## Abgänge – Zugänge
| Zugänge     | Team 2014 | Abgänge      | Team 2015 |
| ----------- | --------- | ------------ | --------- |
| Ho San Chiu |           | Ho Ting Kwok | Unbekannt |
| Ka Yu Leung |           | Yat Wai Chan | Unbekannt |
| Wan Yau Lau |           | Kwong Lau    | Unbekannt |

## Mannschaft
| Name            | Geburtstag         | Nationalität |
| --------------- | ------------------ | ------------ |
| Chun Hing Chan  | 24. April 1981     | Hongkong     |
| King Lok Cheung | 8. Februar 1991    | Hongkong     |
| King Wai Cheung | 3. September 1985  | Hongkong     |
| Ho San Chiu     | 15. Dezember 1995  | Hongkong     |
| Burr Ho         | 23. September 1992 | Hongkong     |
| Siu Wai Ko      | 9. November 1987   | Hongkong     |
| Wan Yau Lau     | 23. September 1996 | Hongkong     |
| Kwun Wan Law    | 4. August 1995     | Hongkong     |
| Leung Chun-wing | 20. Januar 1994    | Hongkong     |
| Ka Yu Leung     | 28. Mai 1996       | Hongkong     |
| Ching Ying Mow  | 5. Juni 1995       | Hongkong     |
| Lok Chun Wu     | 18. Juli 1993      | Hongkong     |